# Maragondanaguni, Koratagere
Maragondanaguni là một làng thuộc tehsil Koratagere, huyện Tumkur, bang Karnataka, Ấn Độ.